# Schinopsis marginata
Schinopsis marginata  es un árbol de la familia Anacardiaceae. 
Se halla en Argentina y en Bolivia. Es una especie de árbol característico del Chaco serrano, que de manera frecuente y creando bosques se la suele encontrar entre los 700 y 2400 m s. n. m. Arriba de esa altitud prácticamente solo hay ejemplares aislados. En Argentina las subpoblaciones van desde el noreste del país hasta San Juan (en la Sierra de la Huerta), San Luis y Córdoba. En Bolivia se halla en los departamentos de La Paz (sureste), Cochabamba, Santa Cruz, Chuquisaca, Potosí y Tarija.     

## Nombres comunes
- Quebracho colorado del cerro, horco quebracho, orco quebracho.

## Taxonomía
Schinopsis marginata (en aquel entonces S. marginata) fue descrita por Heinrich Gustav Adolf Engler  y publicado en Monographiae Phanerogamarum 4: 464. 1883.
Sinonimia
- Schinopsis haenkeana Engl.
- Schinopsis lorentzii var. marginata (Engl.) Cabrera[4]

Nota taxonómica: algunos autores consideran que el horco quebracho no es una especie ni variedad propia, y lo incluyen en el taxón Schinopsis lorentzii.